# Dejene Regassa
Dejene Regassa (ur. 18 kwietnia 1989) – bahrajński lekkoatleta specjalizujący się w biegach długodystansowych. Do końca 2009 roku reprezentował Etiopię.
W 2010 zdobył brąz mistrzostw Azji Zachodniej oraz zajął 4. miejsce w biegu na 5000 metrów podczas igrzysk azjatyckich. W 2011 został mistrzem Azji na tym dystansie. W tym samym roku sięgnął także po brązowe medale igrzysk Rady Współpracy Zatoki Perskiej oraz igrzysk panarabskich. Mistrz (5000 metrów) i wicemistrz (3000 metrów z przeszkodami) Azji z 2013. W tym samym roku zajął 11. miejsce na mistrzostwach świata w Moskwie.

## Osiągnięcia
| Rok  | Impreza                                   | Miejsce        | Konkurencja                        | Lokata      | Wynik    |
| ---- | ----------------------------------------- | -------------- | ---------------------------------- | ----------- | -------- |
| 2010 | Mistrzostwa świata w biegach przełajowych | Bydgoszcz      | bieg seniorów                      | 84. miejsce | 36:09    |
| 2010 | Mistrzostwa Azji Zachodniej               | Aleppo         | bieg na 5000 metrów                | 3. miejsce  | 14:02,74 |
| 2010 | Igrzyska azjatyckie                       | Kanton         | bieg na 5000 metrów                | 4. miejsce  | 13:50,60 |
| 2011 | Mistrzostwa świata w biegach przełajowych | Punta Umbría   | bieg seniorów                      | 28. miejsce | 35:43    |
| 2011 | Mistrzostwa Azji                          | Kobe           | bieg na 5000 metrów                | 1. miejsce  | 13:39,71 |
| 2011 | Światowe wojskowe igrzyska sportowe       | Rio de Janeiro | bieg na 5000 metrów                | 7. miejsce  | 13:24,27 |
| 2011 | Mistrzostwa świata                        | Daegu          | bieg na 5000 metrów                | eliminacje  | 13:56,83 |
| 2011 | Igrzyska Rady Współpracy Zatoki Perskiej  | Madinat 'Isa   | bieg na 5000 metrów                | 3. miejsce  | 14:03,85 |
| 2011 | Igrzyska panarabskie                      | Doha           | bieg na 3000 metrów z przeszkodami | 3. miejsce  | 8:39,53  |
| 2012 | Mistrzostwa Azji w biegach przełajowych   | Qingzhen       | bieg seniorów                      | 2. miejsce  | 35:39    |
| 2013 | Mistrzostwa Azji                          | Pune           | bieg na 5000 metrów                | 1. miejsce  | 13:53,25 |
| 2013 | Mistrzostwa Azji                          | Pune           | bieg na 3000 metrów z przeszkodami | 2. miejsce  | 8:37,40  |
| 2013 | Mistrzostwa świata                        | Moskwa         | bieg na 5000 metrów                | 11. miejsce | 13:34,54 |
| 2013 | Igrzyska solidarności islamskiej          | Palembang      | bieg na 5000 metrów                | 4. miejsce  | 14:09,34 |

## Rekordy życiowe
- Bieg na 5000 metrów – 13:20,43 (2012)
- Bieg na 3000 metrów z przeszkodami – 8:25,66 (2012)